# Верблюд
„Верблюд“ е сборник с разкази и новели с фантастични елементи от Йордан Радичков, издаден от издателство „Георги Бакалов“ през 1984 г. Художник на корицата е Текла Алексиева.